# Wandbühl
Der Wandbühl ist mit 1006,8 m ü. NHN der vierthöchste Berg der Schwäbischen Alb. Er liegt nördlich der Gemeinde Wehingen im deutschen Bundesland Baden-Württemberg und ist der südlichste Gipfel einer Berggruppe mit den Erhebungen Montschenloch, Rainen und Bol. Wie alle Tausender der Alb gehört er zum Naturraum Großer Heuberg und außerdem zur Tourismusregion Region der 10 Tausender.
Naturräumlich gesehen gehört er zur Hohen Schwabenalb. Seine sich kaum über die Hochfläche erhebende Gipfelkuppe wirkt recht unscheinbar. Er ist wie auch der benachbarte Bol, von dem er durch das Stehbachtal getrennt wird, kein Aussichtsberg. Der höchste Punkt ist durch eine Gipfelmarkierung gekennzeichnet und liegt in einem Fichtenwald, der Rest der Kuppe ist von einer für die Südwestalb typischen Bergwiese umsäumt.
800 Meter östlich des Wandbühls befindet sich die Albrechtshütte, eine Schutzhütte, die zeitweise auch bewirtschaftet wird.

## Galerie

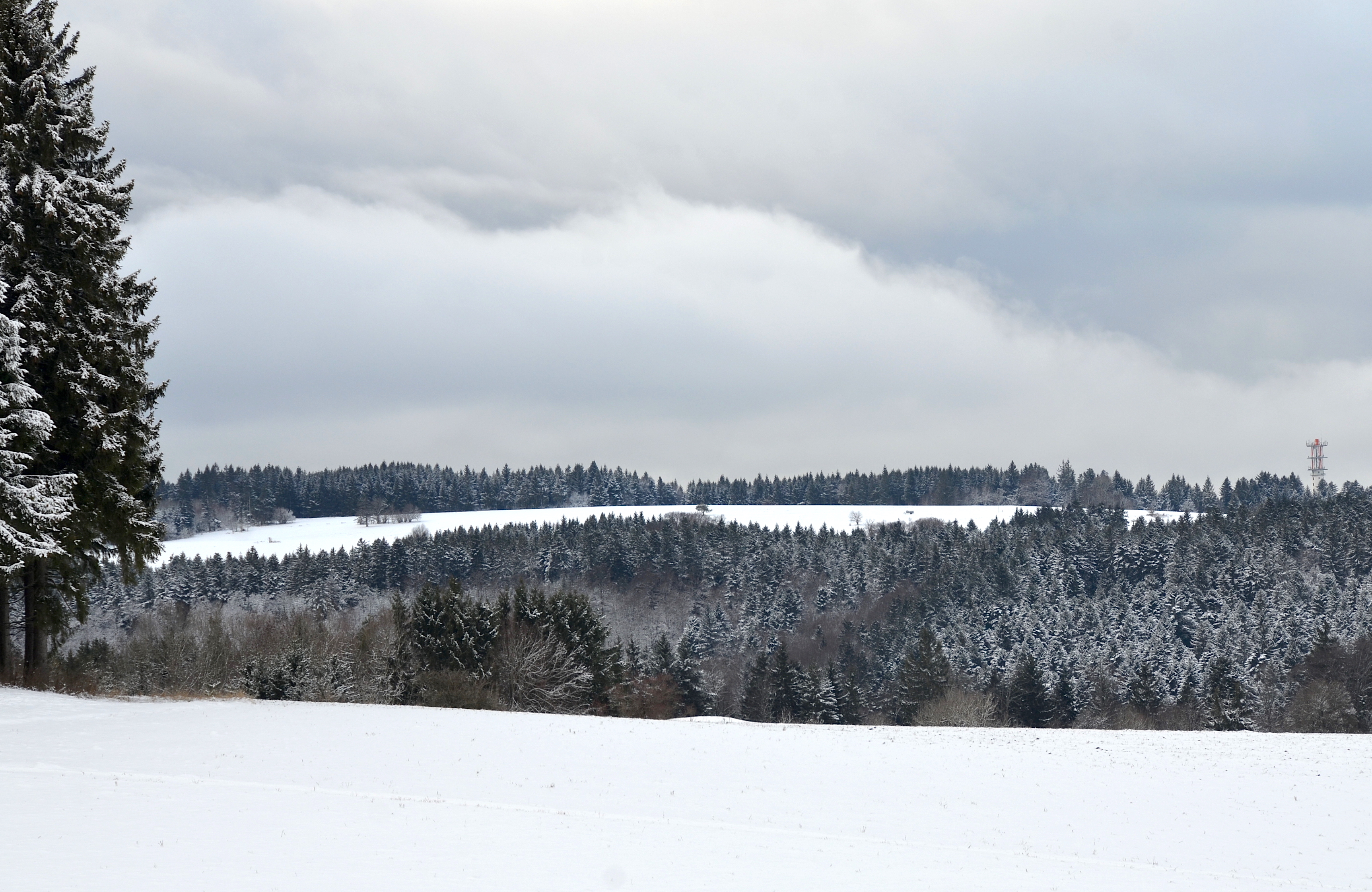
Die Gipfelkuppe des Wandbühl im Winter
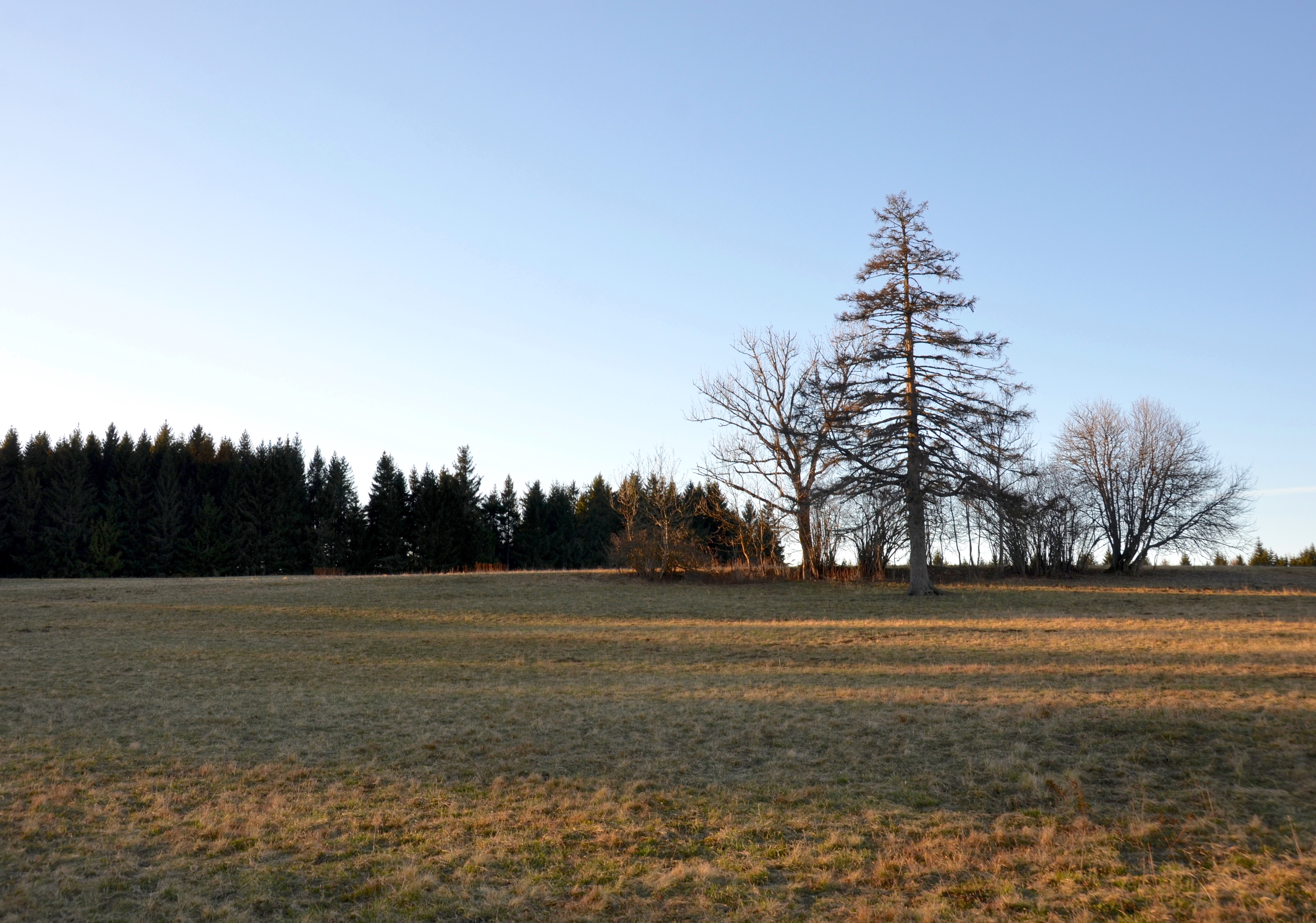
Herbstliche Bergwiesen und Baumgruppen auf dem Wandbühl